# فولکس‌واگن لاویدا
فولکس‌واگن لاویدا (Volkswagen Lavida) خودرویی است که در سال‌های ۲۰۰۸ تا Presentدر شانگهای تولید شده‌است. طراحی آن موتور جلو و خودرو محور جلو بوده طول آن در حالت طبیعی ۴٬۶۰۸ میلیمتر (۱۸۱٫۴ اینچ) و عرض آن در حالت طبیعی ۱٬۷۴۳ میلیمتر (۶۸٫۶ اینچ) است. سیستم جعبه‌دندهٔ آن ۵ دنده به صورت دستی است.

## نگارخانه

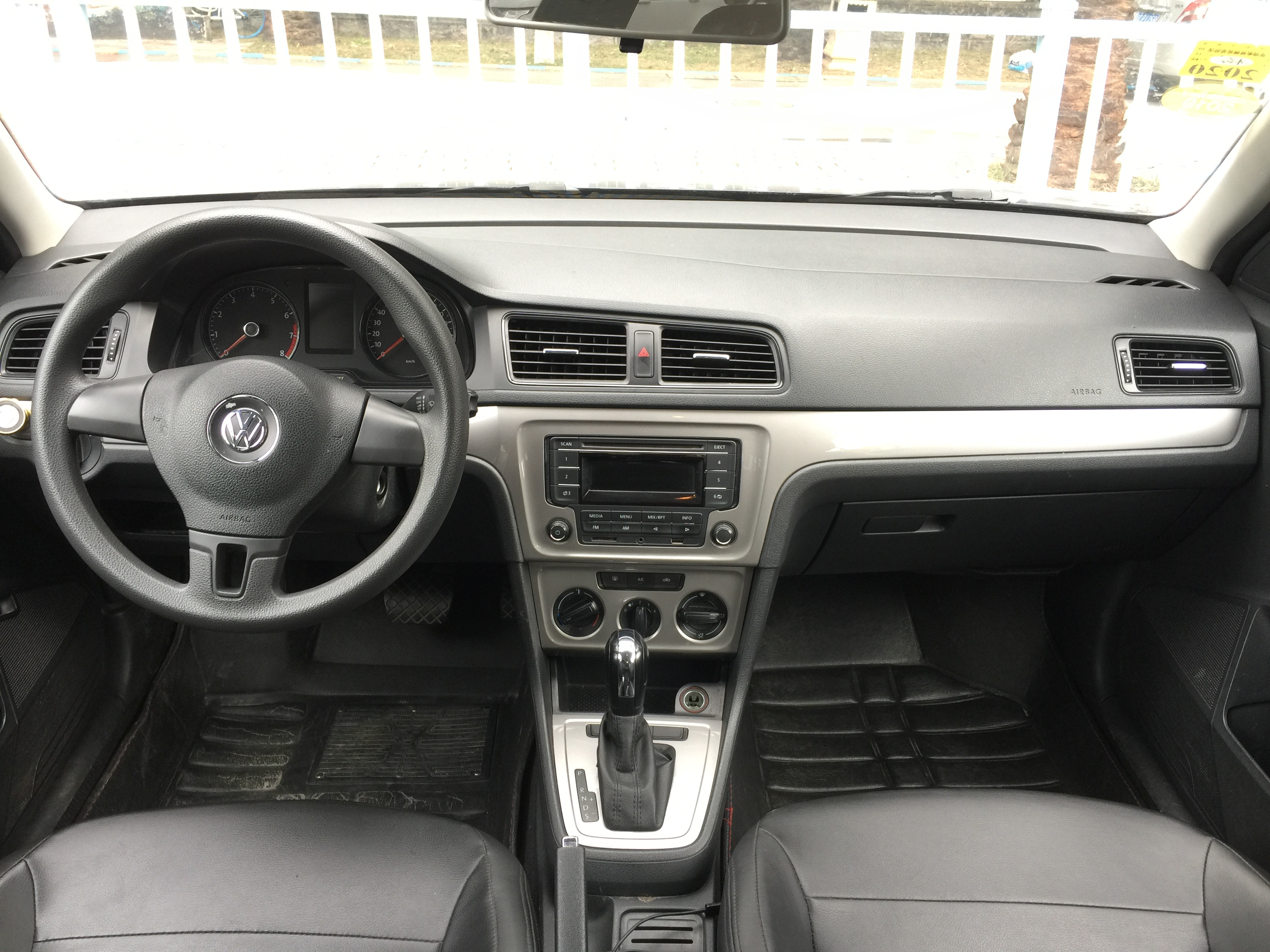
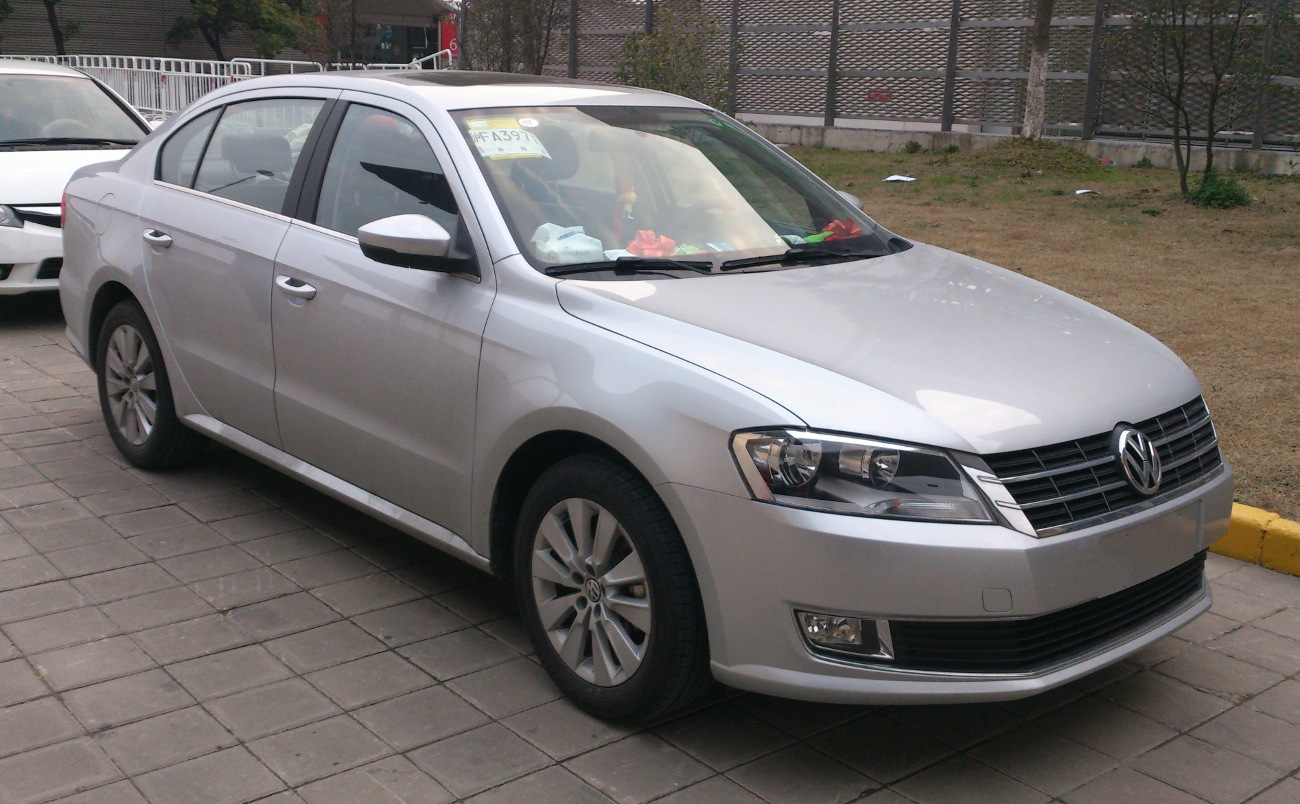
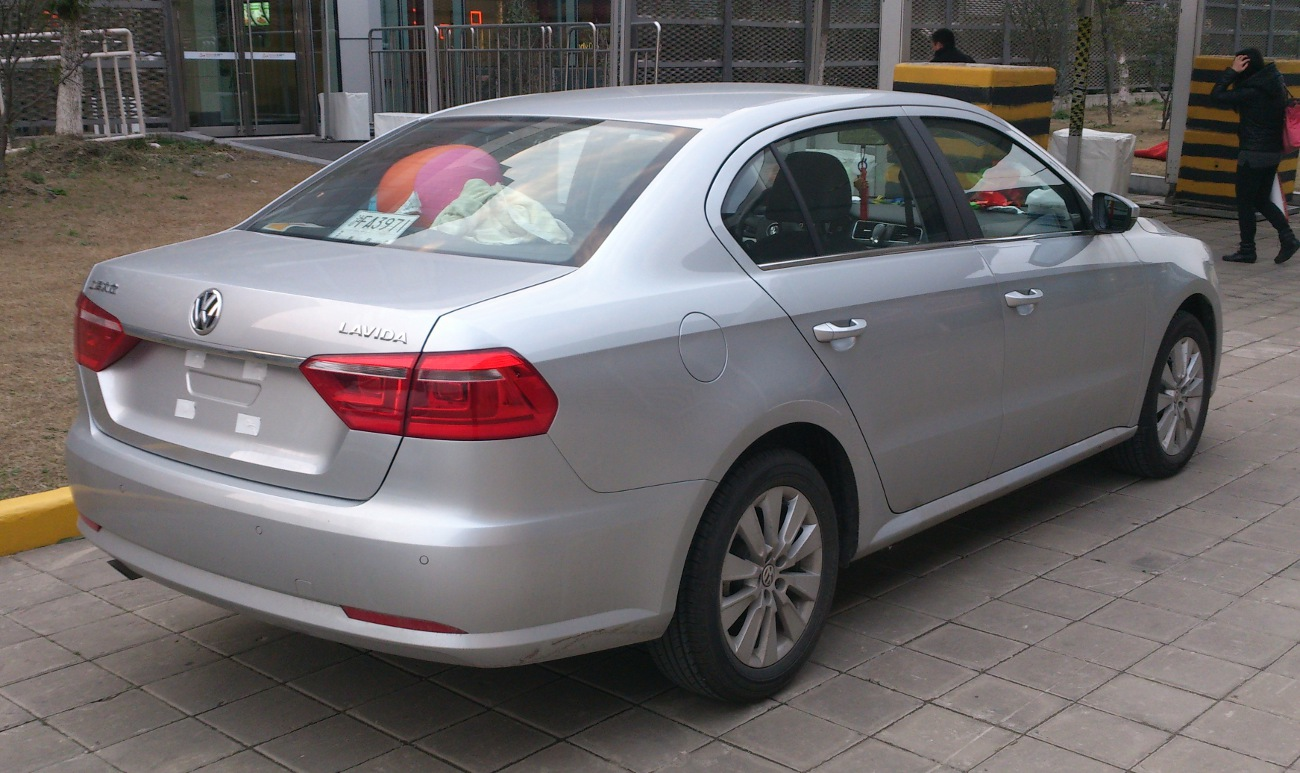
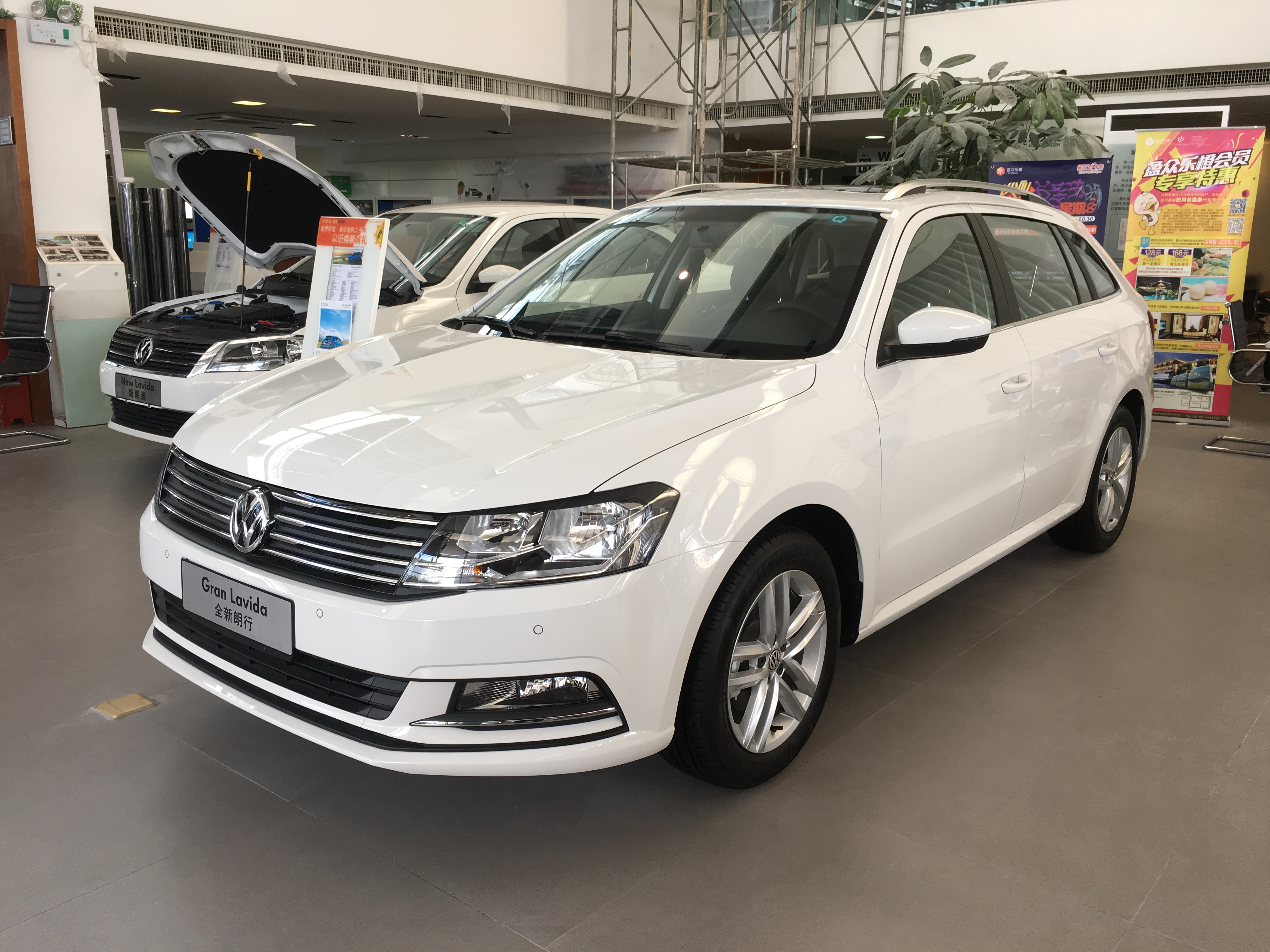
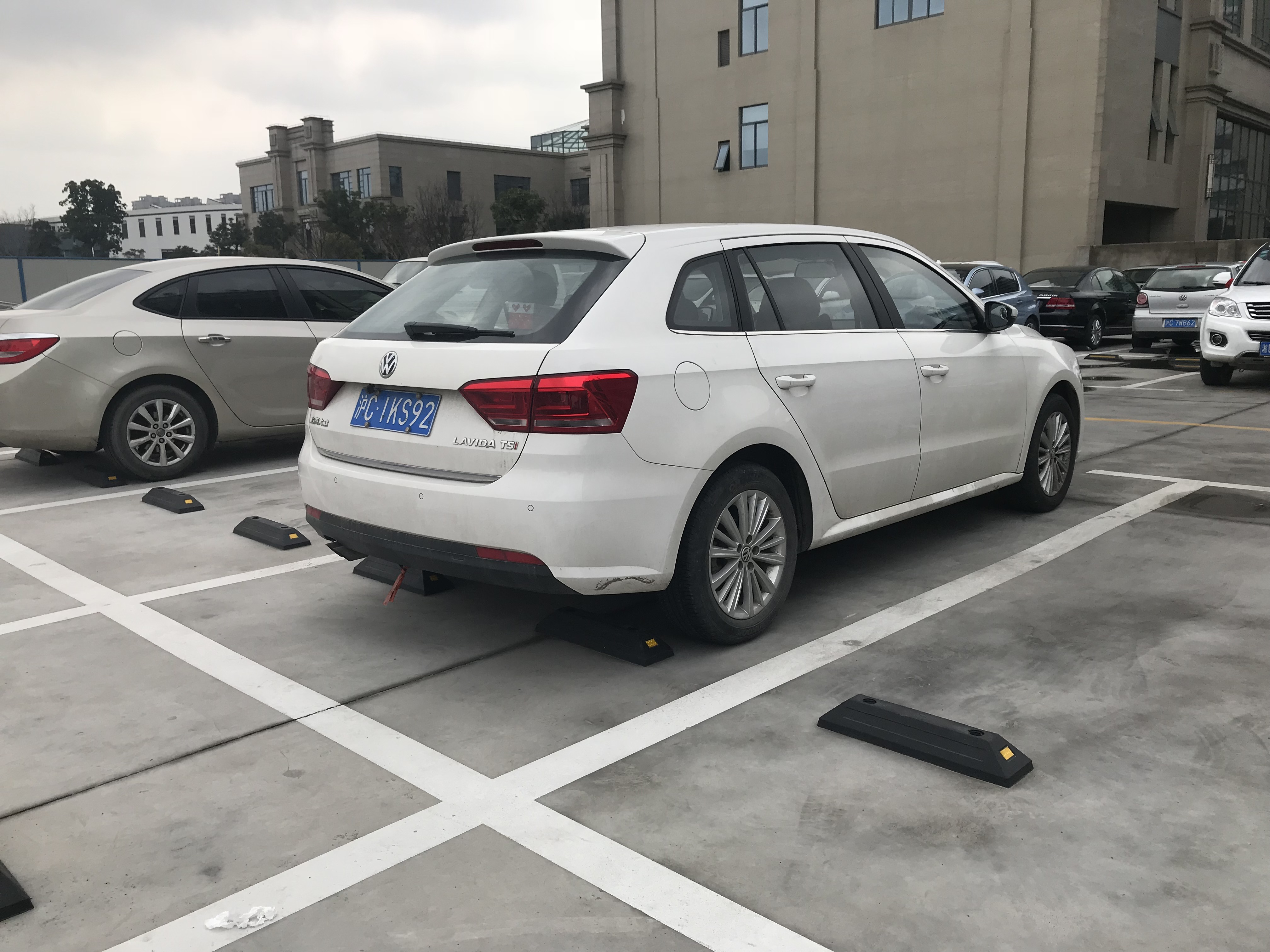
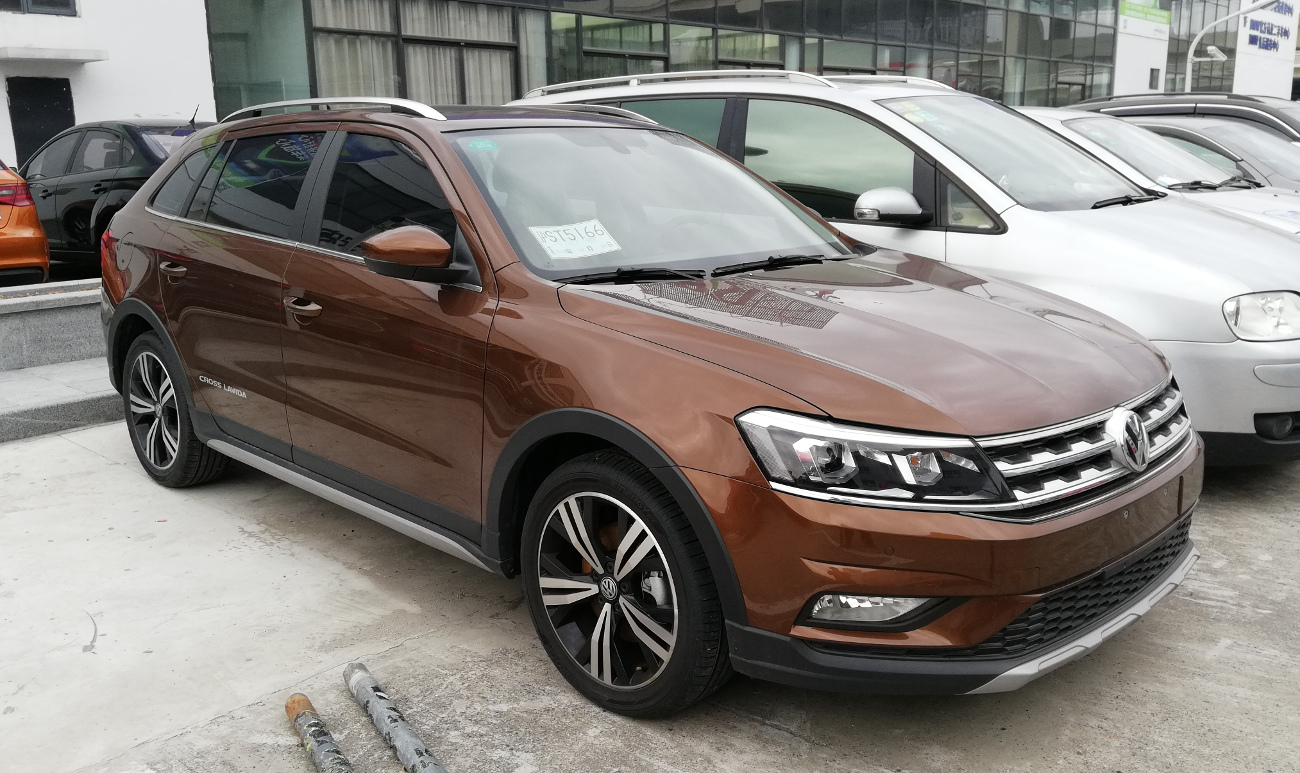
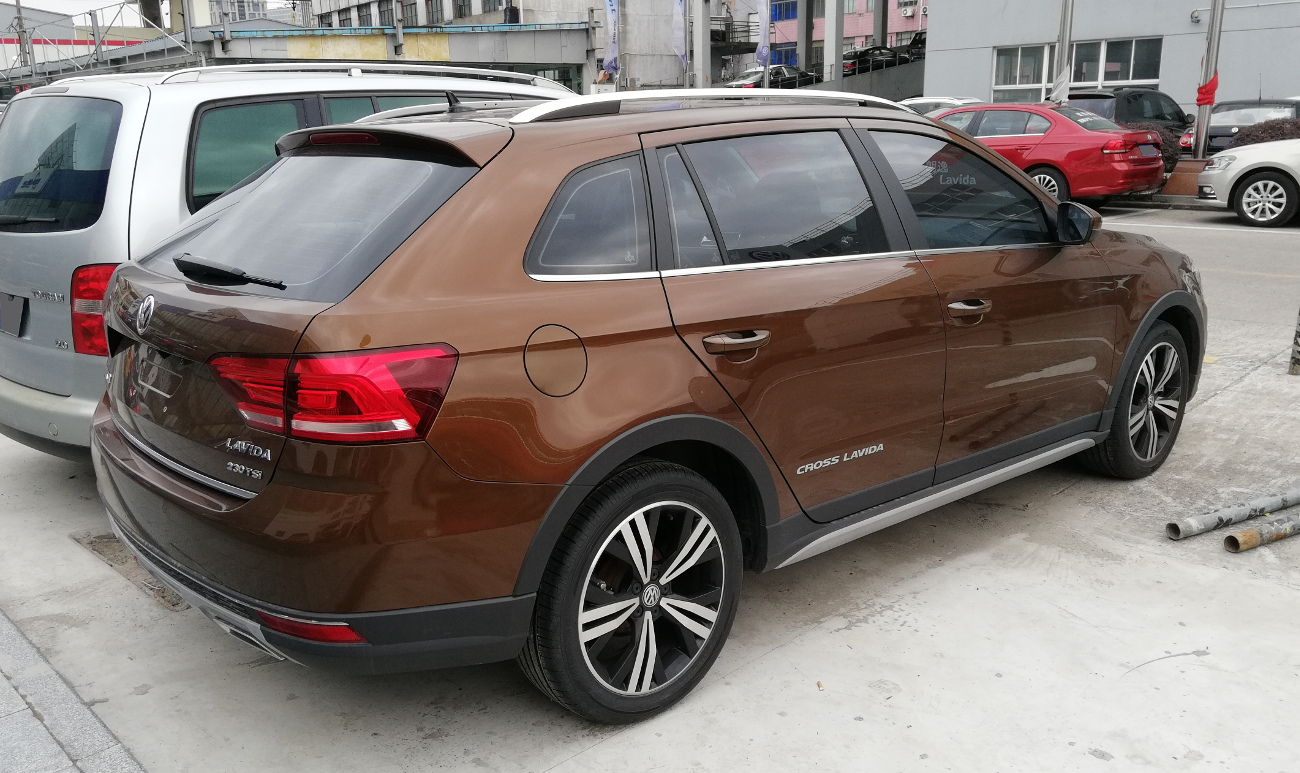